# Mwanza
Mwanza è una città della Tanzania nordoccidentale, capoluogo dell'omonima regione.

## Geografia fisica

### Territorio
È una città portuale, affacciata sulla costa meridionale del Lago Vittoria, a 1.140 m s.l.m.

## Società

### Evoluzione demografica
Al censimento del 2002 aveva una popolazione di 378.327 abitanti, ed è la seconda più grande città della Tanzania dopo Dar es Salaam.

### Etnie e minoranze straniere
L'etnia predominante a Mwanza è quella Sukuma.

## Collegamenti esterni

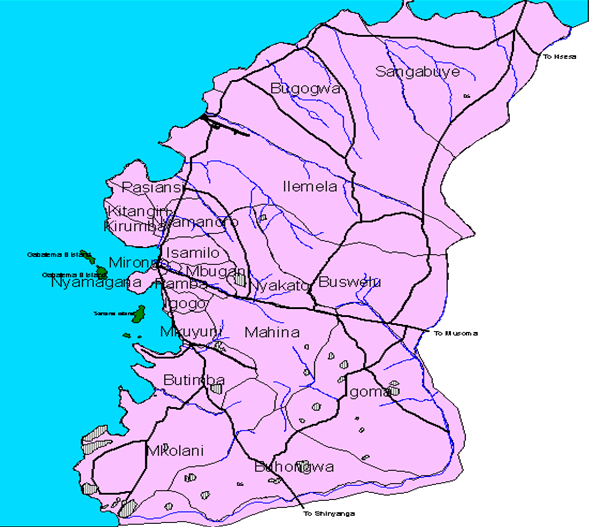
Mappa della zona di Mwanza

## Amministrazione

### Gemellaggi
- Tampere